# Lynn Carlin
Lynn Carlin (født Mary Lynn Reynolds; 31. januar 1938) er en amerikansk tv- og filmskuespiller. Hun var nomineret til en Oscar for bedste kvindelige birolle i 1968 for sin præstation i Ansigter. Carlin lavede sin scenedebut i Clare Boothe Luce' The Women på Laguna Beach Playhouse.